# Savio-Museum

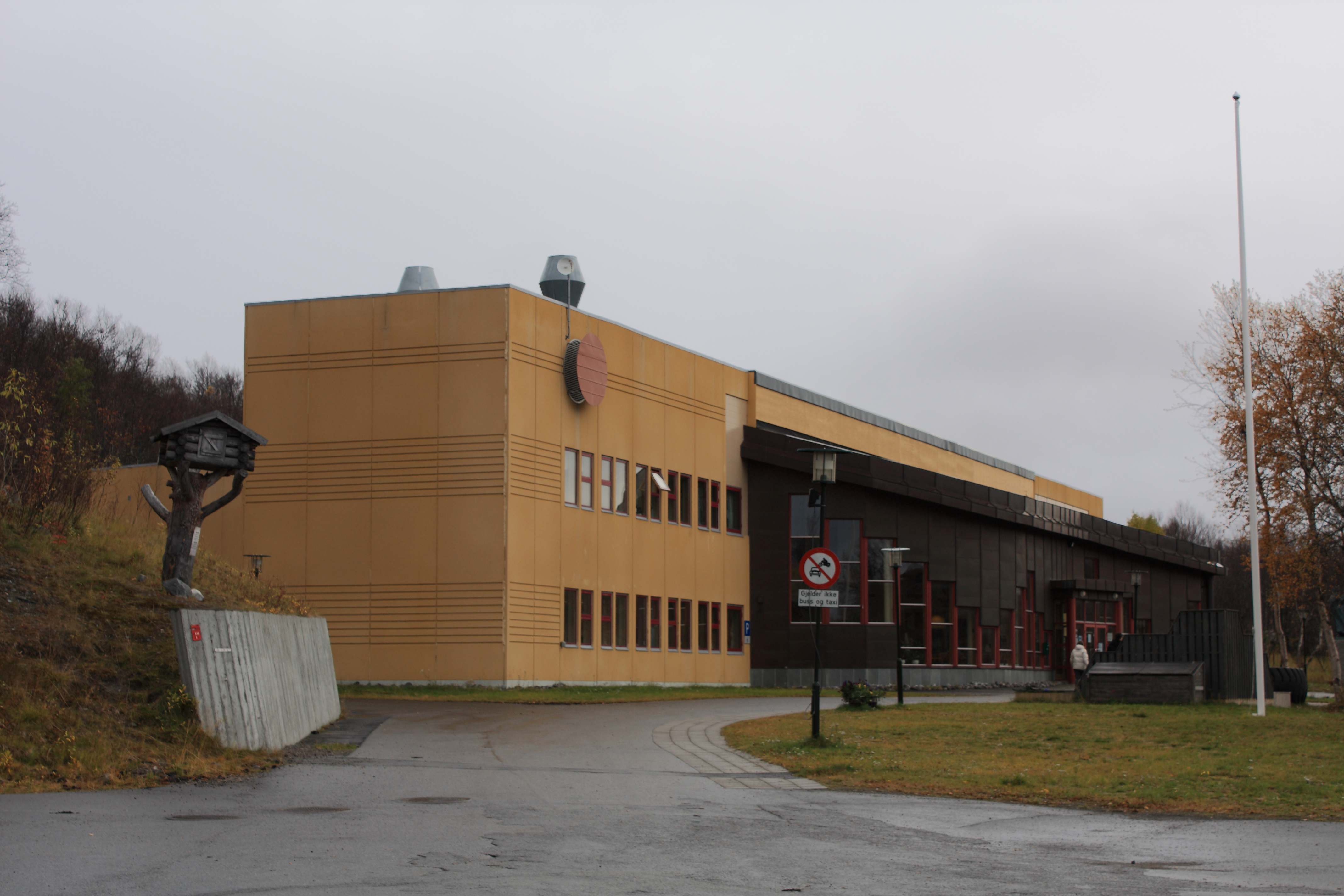
Sør-Varanger Museum Kirkenes

Das Savio-Museum (Nordsamisch: Saviomusea) ist ein Kunstmuseum in Kirkenes, Norwegen, das auf dem Leben und der Kunst von John Andreas Savio basiert. John Savio (1902–1938) war der erste samische Künstler, der eine breite öffentliche Wirkung erzielte.
Das Savio-Museum wurde 1994 auf der Grundlage der Savio-Sammlung der Gemeinde Sør-Varanger gegründet. Die Sammlung umfasste zunächst 300 Werke von John Savio: Holzschnitte, Gemälde, Aquarelle und Bleistiftzeichnungen. Im Jahr 2016 wurde die größere Sammlung eines privaten Sammlers erworben, die weitere insgesamt 490 Werke umfasst.
Seit 2002 befindet sich das Savio-Museum im Grenseland-Museum in Kirkenes.